# Trpěšice
Trpěšice jsou samota, část města Hartmanice v okrese Klatovy v Plzeňském kraji. Nachází se asi jeden kilometr severovýchodně od Hartmanic. Trpěšice leží v katastrálním území Dolejší Krušec o výměře 4,18 km².

## Historie
První písemná zmínka o vesnici pochází z roku 1435.

## Obyvatelstvo
| Rok            | 1869 | 1880 | 1890 | 1900 | 1910 | 1921 | 1930 | 1950 | 1961 | 1970 | 1980 | 1991 | 2001 | 2011 | 2021 |
| -------------- | ---- | ---- | ---- | ---- | ---- | ---- | ---- | ---- | ---- | ---- | ---- | ---- | ---- | ---- | ---- |
| Počet obyvatel | 34   | 32   | 35   | 32   | 39   | 33   | 33   | 17   | 8    | 7    | 4    | 2    | 2    | 2    | 0    |
| Počet domů     | 6    | 5    | 5    | 5    | 5    | 5    | 5    | 8    | 8    | 2    | 2    | 2    | 2    | 1    | 1    |

## Obecní správa
Při sčítání lidu v letech 1850–1879 Trpěšice byly osadou obce Prostřední Krušec v okrese Sušice. V letech 1880–1959 byly osadou obce Dolejší Krušec v okrese Sušice. Od roku 1960 jsou částí města Hartmanice v okrese Klatovy.